# Neraudia sericea
Neraudia sericea är en nässelväxtart som beskrevs av Charles Gaudichaud-Beaupré.
Neraudia sericea ingår i släktet Neraudia och familjen nässelväxter. Inga underarter finns listade i Catalogue of Life.